# Comté de Kent (Delaware)
Pour les articles homonymes, voir Comté de Kent.
Le comté de Kent (en anglais : Kent County) est un comté américain de l'État du Delaware. Il est l'un des trois comtés de l'État, situé dans sa partie centrale. Sa population est de 162 310 habitants lors du recensement des États-Unis de 2010. Le siège de comté, Dover, est également la capitale de l'État, abritant de ce fait le Capitole de l'État du Delaware. Le comté est connu au niveau national pour abriter la Dover Air Force Base et Dover International Speedway.

## Histoire
Les Anglais commencèrent à s'installer dans la vallée de la St. Jones River dans les années 1670, autrefois connue sous le nom de Wolf Creek. William Penn institua le comté de Kern en tant que successeur de St. Jones. Penn et ordonna la création d'un tribunal, lequel fut construit en 1697. La ville de Dover (1717) devint la capitale du Delaware en 1777. En 1787 cet état fut le premier à ratifier la Constitution des États-Unis et devint ainsi the First State, « le premier État ».
Le comté de Kent était une région agricole moyenne durant le XVIIIe siècle. Plus récemment, dans les années 1960, la petite ville de Frederica fut l'endroit où furent créées les combinaisons des astronautes de la Nasa qui partirent dans le cadre du Programme Apollo. La compagnie continue à fabriquer des combinaisons spatiales actuellement.

## Géographie

### Situation
Selon le Bureau du recensement des États-Unis (USCB), le comté a une superficie de 2 072 km2 dont 26,30 % constitués de plans d'eau (545 km2). Sa côte donne sur la baie de la Delaware.

### Comtés limitrophes
| Comté de Kent (Maryland)       | Comté de New Castle (Delaware) |                     |
| Comté de Queen Anne (Maryland) | comté de Kent                  | Baie de la Delaware |
| Comté de Caroline (Maryland)   | Comté de Sussex (Delaware)     |                     |

## Municipalités et communautés
Les municipalités et communautés du comté sont :
- Bowers
- Camden
- Cheswold
- Clayton
- Dover
- Dover Air Force Base
- Farmington
- Felton
- Frederica
- Harrington
- Hartly
- Highland Acres
- Houston
- Kent Acres
- Kenton
- Leipsic
- Little Creek
- Magnolia
- Milford
- Rising Sun-Lebanon
- Riverview
- Rodney Village
- Smyrna
- Viola
- Woodside
- Woodside East
- Wyoming

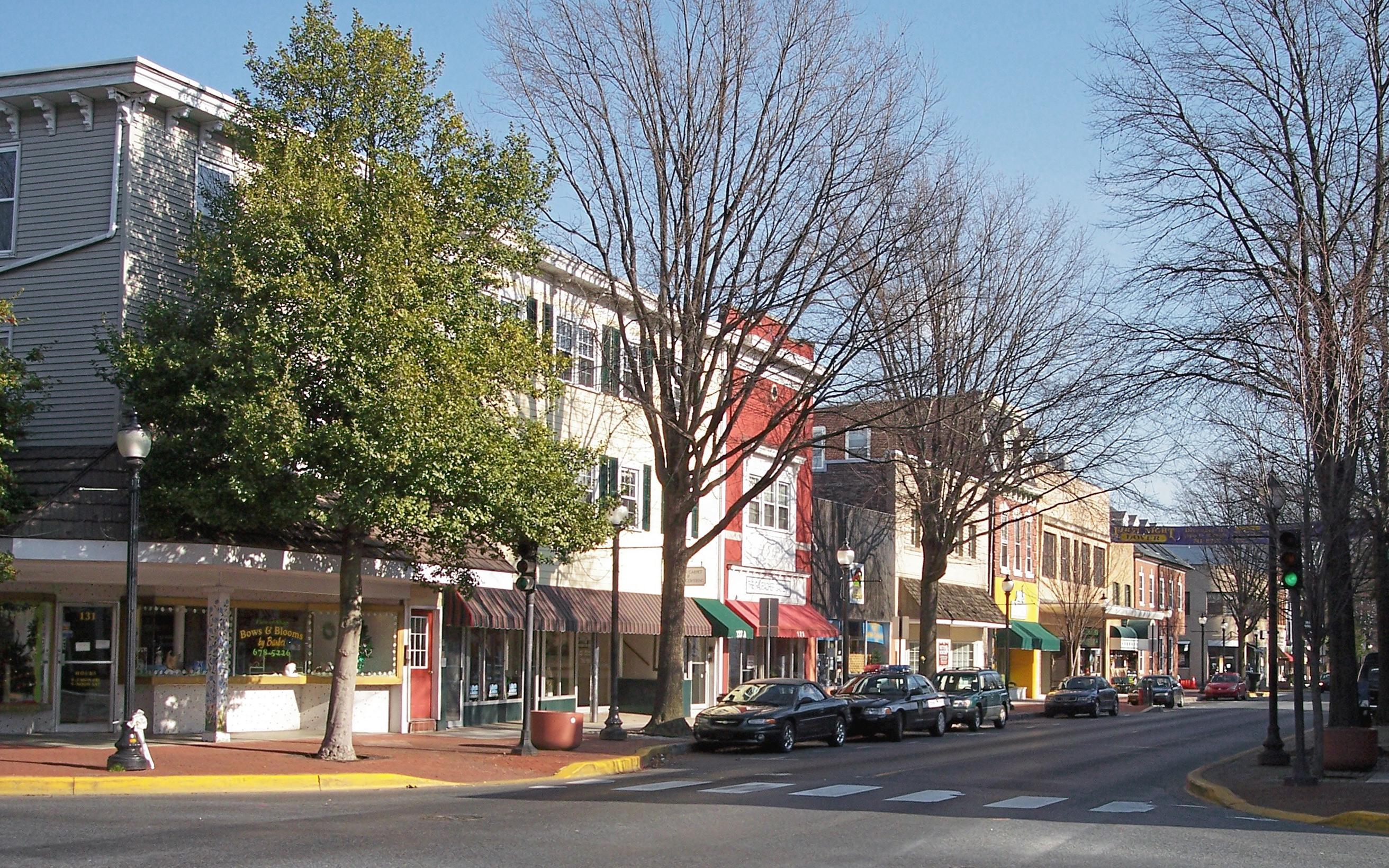
Centre-ville de Dover.
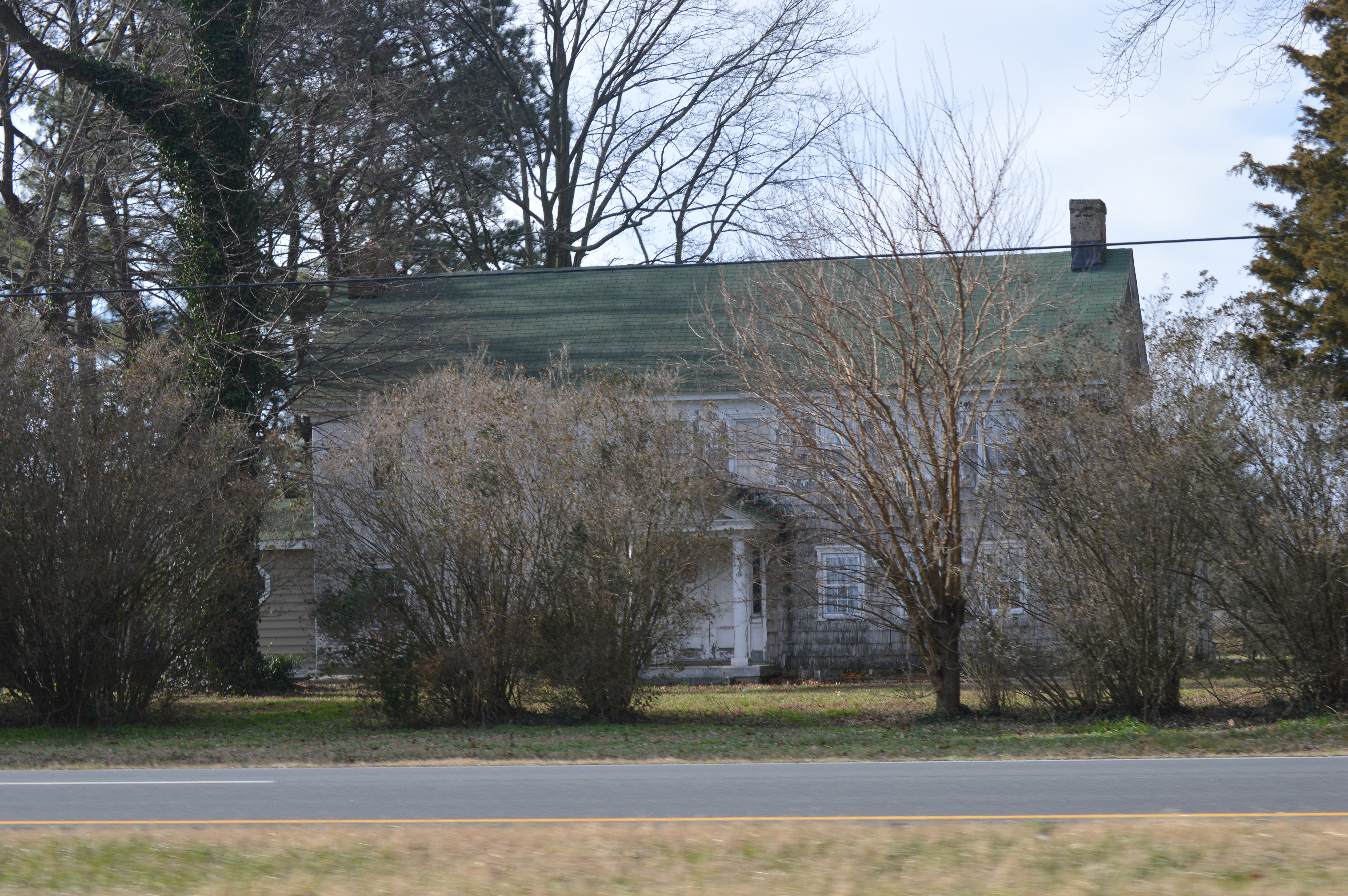
Tharp House à Farmington.
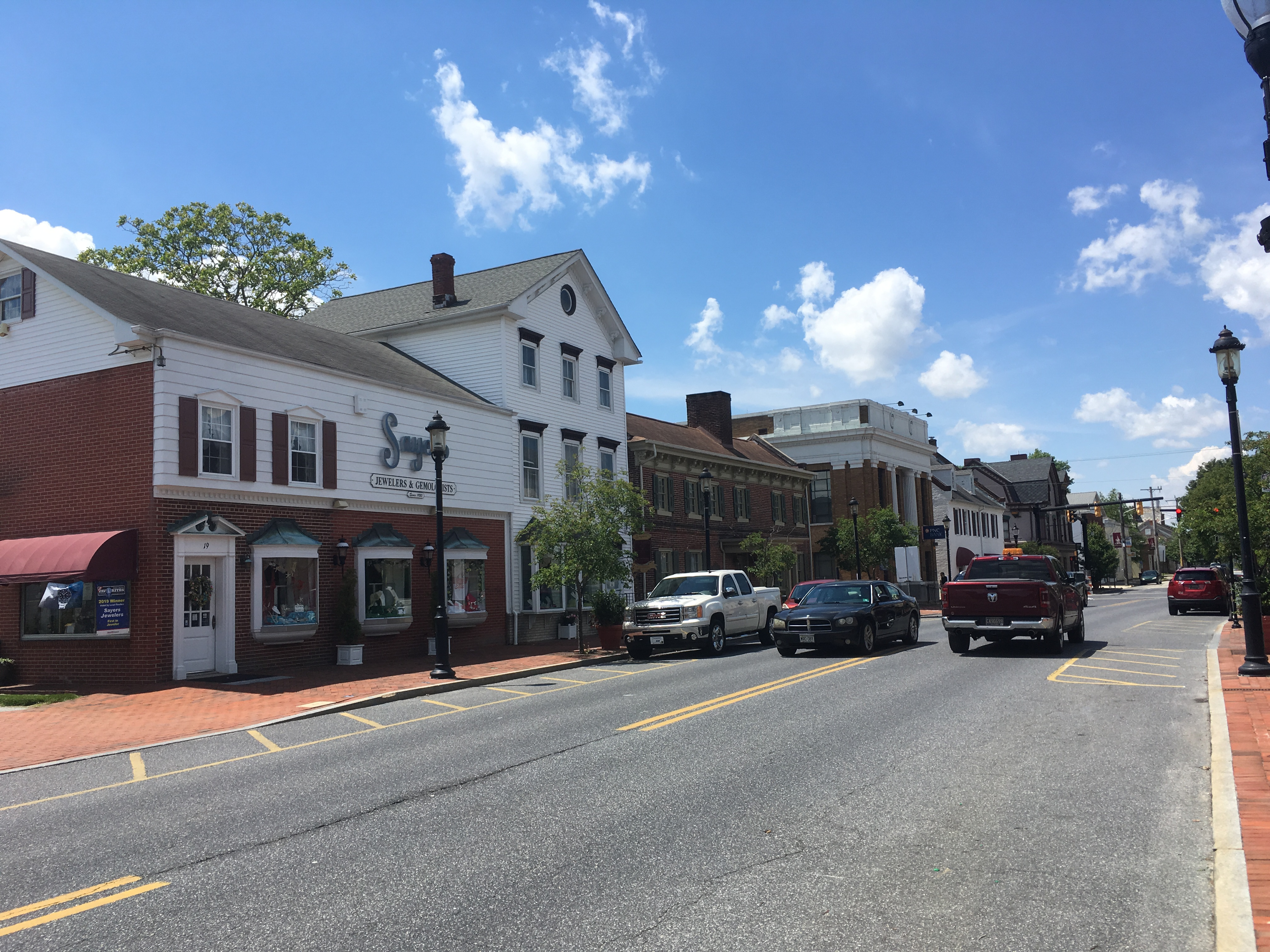
Rue principale de Smyrna.
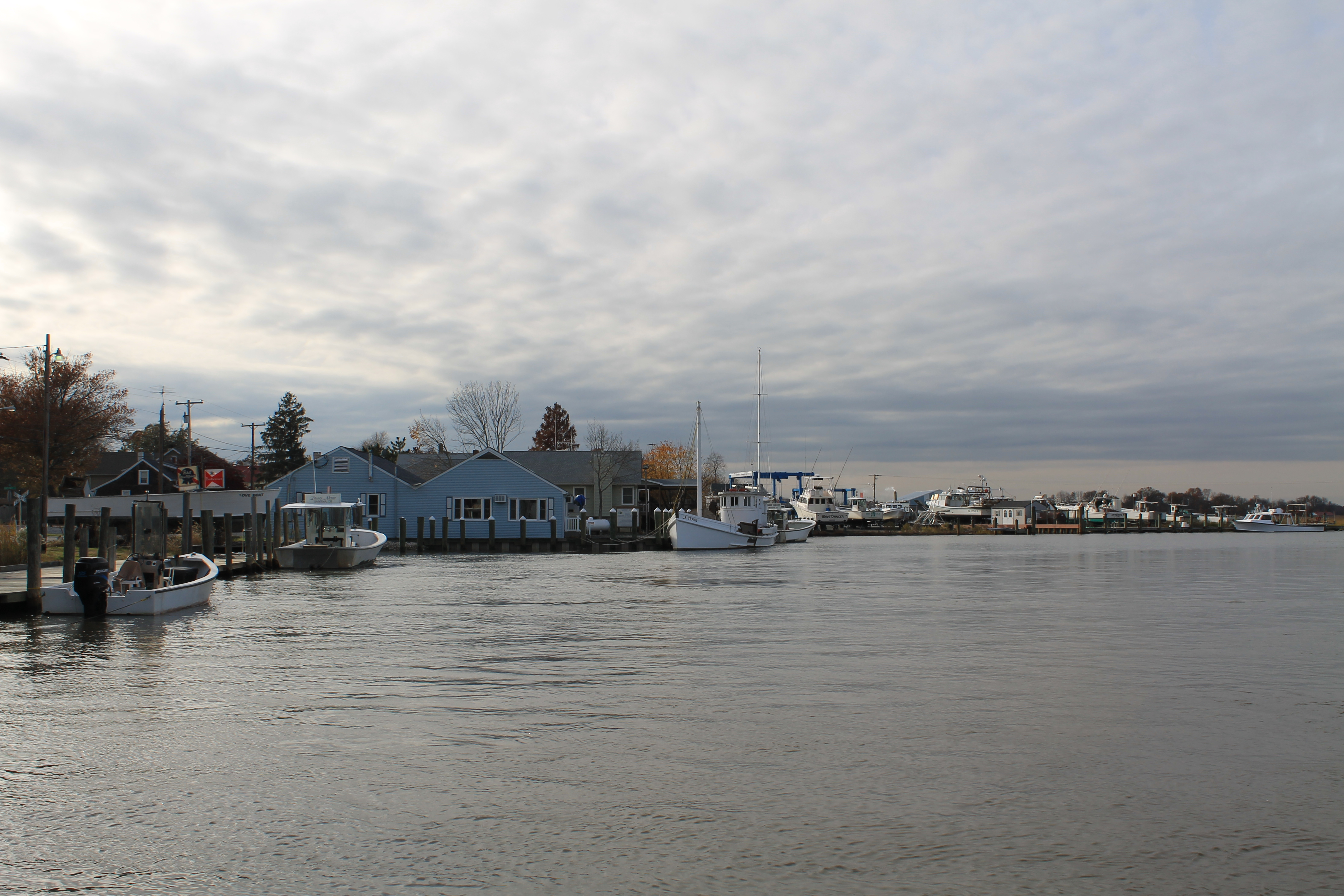
Leipsic.
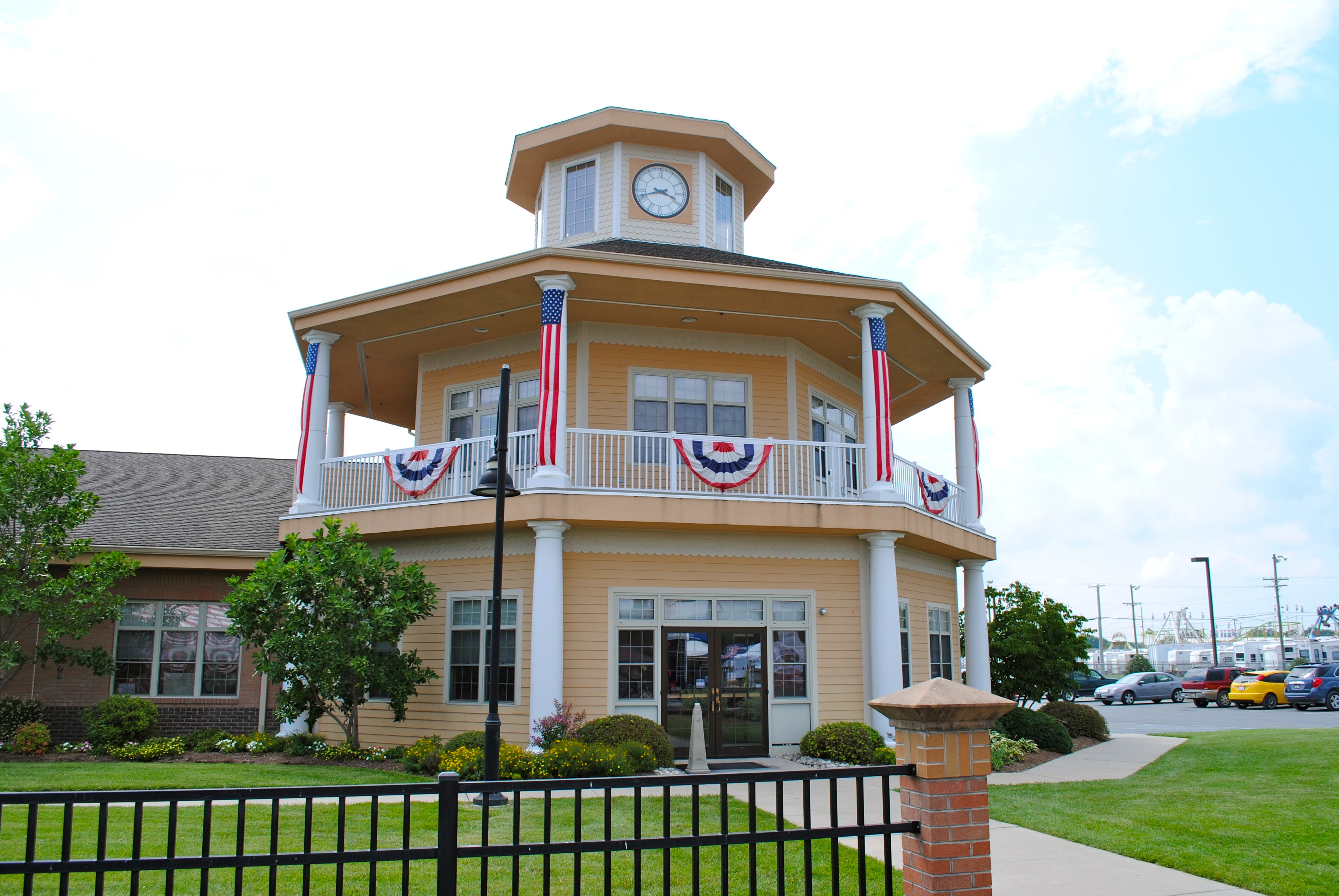
Bâtiment administratif de la Delaware State Fair à Harrington.

## Politique
Le comté de Kent, situé entre le comté de New Castle (acquis aux démocrates) et le comté de Sussex (acquis aux républicains), est le comté le plus compétitif de l'État.

## Démographie
| Groupe            | Comté de Kent | Delaware | États-Unis |
| ----------------- | ------------- | -------- | ---------- |
| Blancs            | 67,8          | 68,9     | 72,4       |
| Afro-Américains   | 24,0          | 21,4     | 12,6       |
| Métis             | 3,5           | 2,7      | 2,9        |
| Autres            | 2,0           | 3,4      | 6,4        |
| Asiatiques        | 2,0           | 3,2      | 4,8        |
| Amérindiens       | 0,6           | 0,5      | 0,9        |
| Total             | 100           | 100      | 100        |
|                   |               |          |            |
| Latino-Américains | 5,8           | 8,2      | 16,7       |

Selon l'American Community Survey, pour la période 2011-2015, 90,86 % de la population âgée de plus de 5 ans déclare parler l'anglais à la maison, 4,09 % l'espagnol, 0,66 % le allemand de Pennsylvanie, 0,55 % un créole français, 0,52 % l'allemand et 3,33 % une autre langue.
| Indicateur                             | Comté de Sussex | États-Unis |
| -------------------------------------- | --------------- | ---------- |
| Personnes de moins de 5 ans            | 6,3 %           | 6,1 %      |
| Personnes de moins de 18 ans           | 23,0 %          | 22,6 %     |
| Personnes de plus de 65 ans            | 16,6 %          | 15,6 %     |
| Femmes                                 | 51,8 %          | 50,8 %     |
| Personnes par foyer                    | 2,68            | 2,64       |
| Vétérans                               | 10,5 %          | 8,0 %      |
| Personnes nées étrangères à l'étranger | 5,8 %           | 13,2 %     |
| Personnes sans assurance maladie       | 7,6 %           | 10,2 %     |
| Personnes avec un handicap             | 10,0 %          | 8,6 %      |
| Revenus annuels                        | 26 118 $        | 29 829 $   |
| Personnes sous le seuil de pauvreté    | 13,6 %          | 12,3 %     |
| Diplômés du lycée                      | 86,9 %          | 87,0 %     |
| Diplômés de l'université               | 23,1 %          | 30,3 %     |

| 1790   | 1800   | 1810   | 1820   | 1830   | 1840   |
| ------ | ------ | ------ | ------ | ------ | ------ |
| 18 920 | 19 554 | 20 495 | 20 793 | 19 913 | 19 872 |

| 1850   | 1860   | 1870   | 1880   | 1890   | 1900   |
| ------ | ------ | ------ | ------ | ------ | ------ |
| 22 816 | 27 804 | 29 804 | 32 874 | 32 664 | 32 762 |

| 1910   | 1920   | 1930   | 1940   | 1950   | 1960   |
| ------ | ------ | ------ | ------ | ------ | ------ |
| 32 721 | 31 023 | 31 841 | 34 441 | 37 870 | 65 651 |

| 1970   | 1980   | 1990    | 2000    | 2010    | 2020    |
| ------ | ------ | ------- | ------- | ------- | ------- |
| 81 892 | 98 219 | 110 993 | 126 697 | 162 310 | 181 851 |